# エーシンディーエス
エーシンディーエスとは日本の競走馬である。2009年京都ジャンプステークス、2010年京都ハイジャンプ優勝馬。馬名は冠名に父・母の頭文字。

## 戦績
2007年の12月に平地デビュー。上位人気に支持され連対実績もあり、全6戦中3戦で入着を確保したものの勝ち鞍を挙げるまでには至らず、翌2008年9月の小倉未勝利戦5着後に障害競走へ転向する。
エーシンディーエス（以下ディーエス）は障害入り2戦目で初勝利をマーク。この時の勝ち時計3:16.7は優秀なものとされオープン級の強さとも評価されたがその後は平地時代にも実績の無かったダートの走路に苦戦が続き敗戦を重ねた。

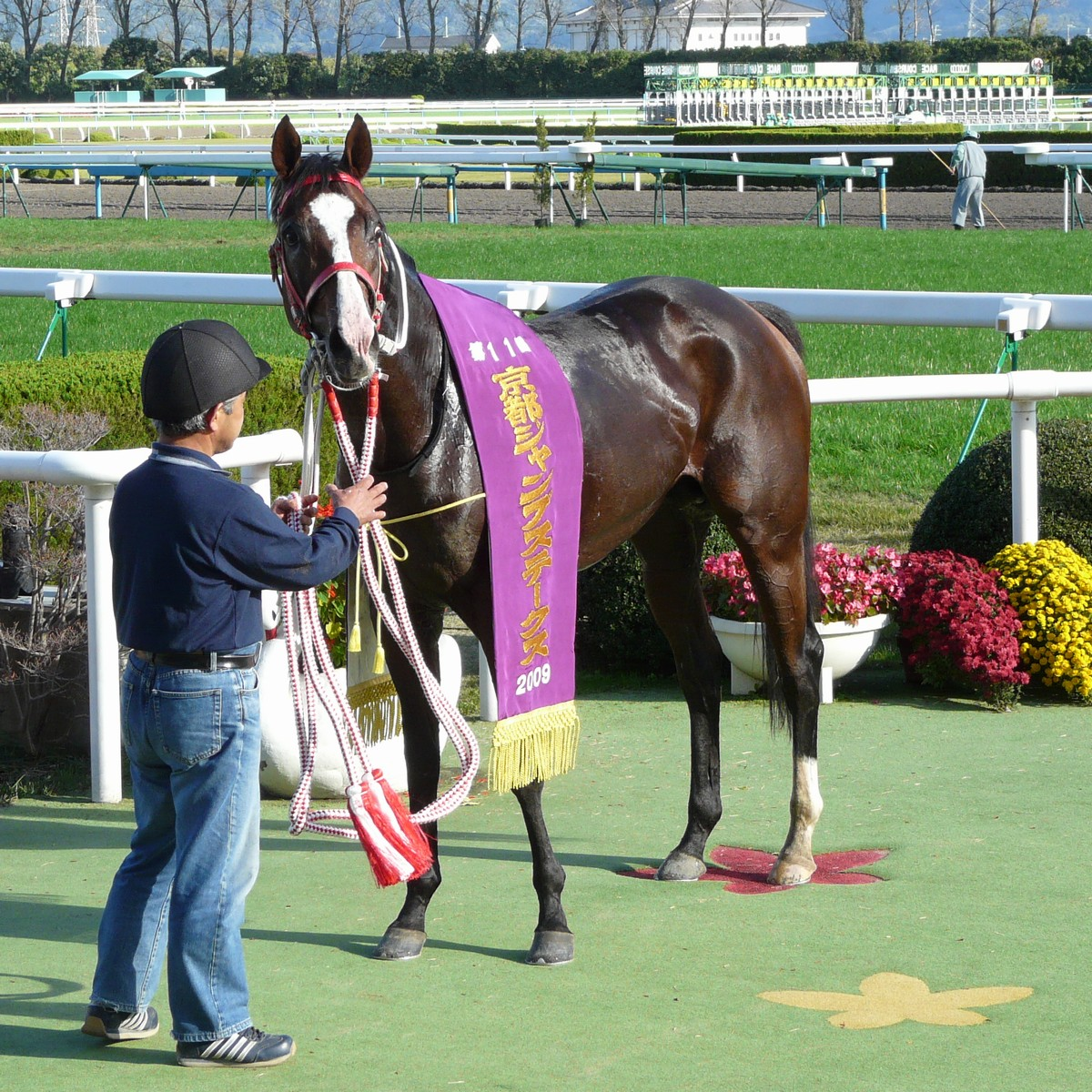
2009年京都JS表彰式

入障6戦目となった2009年8月、同馬は初めて直線芝のレースに出走。管理調教師である坂口正則（以下坂口）が後に「直線芝は好材料」とコメントした通り、平地時代の芝適性を発揮し2着と成果を出したディーエスは好走を続け、同年秋の京都ジャンプステークスを制し重賞勝ちを記録している。
坂口はその後中山大障害を見据え中山コース初出走時に「バンケットが課題」と指摘されたディーエスを再び出走させたものの「前走勝ちっぷりがいい、ただ（不利を受けたとはいえ）中山で大敗しているから気がかり」と相性の悪さを懸念。その不安通りバンケットでもたつき5着敗退という結果を受けた坂口はディーエスの中山大障害出走を断念、以後同馬は中山コースを使われることはなかった。
放牧休養を挟んだディーエスは、2010年の始動戦として京都ハイジャンプに出走。休養明けや距離延長を不安視する声もあったが京都コースとの好相性を活かし2つ目の重賞タイトルを獲得している。
その後同馬は次走として東京ジャンプステークスを目標に調整がなされていたが脚部不安を発症し1年余りの長期休養を経て2011年夏に戦線復帰。復帰後4走するも全て凡走、無抵抗のまま失速を繰り返す内容に「完治はしたが脚部不安に侵されての心労ストレスは癒えていないのか」「以前ほど実戦で走れなくなっている」と戦意の衰えぶりを指摘され、勝ち鞍を挙げること無く2011年10月の東京ハイジャンプ11着を最後に競走馬登録を抹消された。
引退後は京都の京北育成牧場にて乗馬として繋養されている。

## 競走成績
| 年月日     | 競馬場 | 競走名             | 格      | 頭数 | オッズ （人気） | オッズ （人気） | 着順 | 騎手       | 斤量 [kg] | 距離（馬場）  | タイム （平均1F） | 着差  | 勝ち馬/（2着馬）       |
| ---------- | ------ | ------------------ | ------- | ---- | --------------- | --------------- | ---- | ---------- | --------- | ------------- | ----------------- | ----- | ---------------------- |
| 2007.12.08 | 中京   | 2歳新馬            |         | 15   | 18.3            | 0（8人）        | 08着 | 野元昭嘉   | 55        | 芝1800m（良） | 1:51.5 (36.5)     | -2.2  | ムードインディゴ       |
| 2008.06.22 | 阪神   | 3歳未勝利          |         | 18   | 91.0            | （13人）        | 12着 | 鮫島良太   | 56        | 芝1800m（稍） | 1:51.1 (37.4)     | -2.0  | ドリームストライド     |
| 0000.07.20 | 小倉   | 3歳未勝利          |         | 14   | 42.1            | 0（7人）        | 06着 | 浜中俊     | 55        | 芝1800m（良） | 1:48.8 (36.2)     | -0.3  | ドリームドリーマー     |
| 0000.08.10 | 小倉   | 3歳未勝利          |         | 18   | 06.3            | 0（3人）        | 02着 | 和田竜二   | 56        | 芝2000m（良） | 2:02.3 (37.7)     | -0.2  | ワンダーアームフル     |
| 0000.08.23 | 小倉   | 3歳未勝利          |         | 17   | 05.3            | 0（2人）        | 05着 | 和田竜二   | 56        | 芝2000m（良） | 2:02.2 (36.0)     | -1.0  | ペプチドトップガン     |
| 0000.09.07 | 小倉   | 3歳未勝利          |         | 18   | 09.6            | 0（6人）        | 05着 | 和田竜二   | 56        | 芝2000m（良） | 2:01.9 (36.9)     | -0.7  | スタルカ               |
| 2011.11.24 | 京都   | 障害3歳上未勝利    |         | 14   | 12.1            | 0（5人）        | 04着 | 南井大志   | 58        | 障2910m（良） | 3:17.1 (13.5)     | -1.3  | チョウラブラブ         |
| 0000.12.21 | 阪神   | 障害3歳上未勝利    |         | 14   | 06.3            | 0（4人）        | 01着 | 南井大志   | 58        | 障2970m（良） | 3:16.7 (13.2)     | -0.4  | （ショウリュウケン）   |
| 2009.01.05 | 中山   | 中山新春JS         | OP      | 13   | 09.9            | 0（4人）        | 12着 | 南井大志   | 59        | 障3200m（良） | 3:41.6 (13.9)     | -4.0  | シュフルール           |
| 0000.02.01 | 京都   | 障害4歳上OP        | OP      | 11   | 15.3            | 0（6人）        | 05着 | 南井大志   | 59        | 障3190m（稍） | 3:37.6 (13.6)     | -1.1  | パルティアシチー       |
| 0000.04.26 | 京都   | 障害4歳上OP        | OP      | 14   | 49.4            | （12人）        | 09着 | 南井大志   | 59        | 障3170m（重） | 3:33.3 (13.5)     | -2.1  | テイケイプリオール     |
| 0000.08.02 | 新潟   | 障害3歳上OP        | OP      | 13   | 30.0            | 0（8人）        | 02着 | 白浜雄造   | 60        | 障2850m（良） | 3:06.9 (13.1)     | -0.3  | エリモマキシム         |
| 0000.08.30 | 小倉   | 障害3歳上OP        | OP      | 11   | 05.8            | 0（4人）        | 02着 | 白浜雄造   | 60        | 障2900m（良） | 3:08.8 (13.0)     | -0.2  | マヤノスターダム       |
| 0000.11.01 | 京都   | 障害3歳上OP        | OP      | 14   | 04.3            | 0（2人）        | 02着 | 白浜雄造   | 60        | 障3170m（良） | 3:29.0 (13.2)     | -0.0  | ショウリュウケン       |
| 0000.11.14 | 京都   | 京都ジャンプS      | J・GIII | 9    | 10.7            | 0（6人）        | 01着 | 横山義行   | 60        | 障3170m（重） | 3:31.8 (13.4)     | -1.1  | （テイエムトッパズレ） |
| 0000.12.05 | 中山   | イルミネーションJS | OP      | 16   | 03.3            | 0（2人）        | 05着 | 横山義行   | 62        | 障3570m（稍） | 4:00.4 (13.5)     | -0.8  | ムーンレスナイト       |
| 2010.05.15 | 京都   | 京都ハイジャンプ   | J・GII  | 14   | 08.3            | 0（5人）        | 01着 | 五十嵐雄祐 | 60        | 障3930m（良） | 4:23.1 (13.4)     | -0.7  | （バトルブレーヴ）     |
| 2011.07.30 | 小倉   | 小倉サマーJ        | J・GIII | 14   | 06.8            | 0（3人）        | 14着 | 西谷誠     | 62        | 障3390m（良） | 3:53.8 (13.8)     | -10.8 | ドングラシアス         |
| 0000.08.20 | 新潟   | 新潟ジャンプS      | J・GIII | 14   | 25.2            | 0（8人）        | 11着 | 白浜雄造   | 62        | 障3250m（良） | 3:34.3 (13.2)     | -3.6  | クリーバレン           |
| 0000.09.19 | 阪神   | 阪神ジャンプS      | J・GIII | 14   | 32.7            | （12人）        | 07着 | 五十嵐雄祐 | 62        | 障3140m（良） | 3:31.0 (13.4)     | -1.5  | クランエンブレム       |
| 0000.10.15 | 東京   | 東京ハイジャンプ   | J・GII  | 14   | 56.1            | （12人）        | 11着 | 横山義行   | 61        | 障3300m（稍） | 3:47.4 (13.8)     | -5.1  | マジェスティバイオ     |

## 血統表
| エーシンディーエスの血統（ヴァイスリージェント系 / Northern Dancer12.50% 4 x 4 , Somethingroyal 9.38% 4 x 5 , Nasrullah 6.25% 5 x 5 ） | エーシンディーエスの血統（ヴァイスリージェント系 / Northern Dancer12.50% 4 x 4 , Somethingroyal 9.38% 4 x 5 , Nasrullah 6.25% 5 x 5 ） | エーシンディーエスの血統（ヴァイスリージェント系 / Northern Dancer12.50% 4 x 4 , Somethingroyal 9.38% 4 x 5 , Nasrullah 6.25% 5 x 5 ） | （血統表の出典）                 | （血統表の出典）  |
| 父 *デヒア Dehere 1991 鹿毛 | 父の父Deputy Minister 1979 黒鹿毛 | Vice Regent | Northern Dancer                  | Northern Dancer   |
| 父 *デヒア Dehere 1991 鹿毛 | 父の父Deputy Minister 1979 黒鹿毛 | Vice Regent | Victoria Regina                  |                   |
| 父 *デヒア Dehere 1991 鹿毛 | 父の父Deputy Minister 1979 黒鹿毛 | Mint Copy | Bunty' Flight                    | Bunty' Flight     |
| 父 *デヒア Dehere 1991 鹿毛 | 父の父Deputy Minister 1979 黒鹿毛 | Mint Copy | Shakney                          |                   |
| 父 *デヒア Dehere 1991 鹿毛 | 父の母Sister Dot 1985 鹿毛 | Secretariat | Bold Ruler                       | Bold Ruler        |
| 父 *デヒア Dehere 1991 鹿毛 | 父の母Sister Dot 1985 鹿毛 | Secretariat | Somethingroyal                   |                   |
| 父 *デヒア Dehere 1991 鹿毛 | 父の母Sister Dot 1985 鹿毛 | Sword Game | Damascus                         | Damascus          |
| 父 *デヒア Dehere 1991 鹿毛 | 父の母Sister Dot 1985 鹿毛 | Sword Game | Bill and I                       |                   |
| 母 エイシンサンサン 1992 栗毛 | 母の父*キャロルハウス Carroll House(愛) 1985 栗毛                                                                                      | Lord Gayle | Sir Gaylord                      | Sir Gaylord       |
| 母 エイシンサンサン 1992 栗毛 | 母の父*キャロルハウス Carroll House(愛) 1985 栗毛                                                                                      | Lord Gayle | Sticky Case                      |                   |
| 母 エイシンサンサン 1992 栗毛 | 母の父*キャロルハウス Carroll House(愛) 1985 栗毛                                                                                      | Tuna | *シルバーシャーク                | *シルバーシャーク |
| 母 エイシンサンサン 1992 栗毛 | 母の父*キャロルハウス Carroll House(愛) 1985 栗毛                                                                                      | Tuna | Vimelette                        |                   |
| 母 エイシンサンサン 1992 栗毛 | 母の母エイシンギャロップ 1984 栗毛 | *ノーザンテースト | Northern Dancer                  | Northern Dancer   |
| 母 エイシンサンサン 1992 栗毛 | 母の母エイシンギャロップ 1984 栗毛 | *ノーザンテースト | Lady Victoria                    |                   |
| 母 エイシンサンサン 1992 栗毛 | 母の母エイシンギャロップ 1984 栗毛 | マルブツウイドー | *マリーノ                        | *マリーノ         |
| 母 エイシンサンサン 1992 栗毛 | 母の母エイシンギャロップ 1984 栗毛 | マルブツウイドー | *ホイスリングウインドII F-No.8-c |                   |

- 母エイシンサンサンは1994年小倉3歳ステークス(GIII)の勝ち馬。
- 半兄に2008年の阪神スプリングジャンプを優勝したエイシンニーザン、半弟に2022年の阪神スプリングジャンプを優勝したエイシンクリック、半妹に2010年の桜花賞3着馬エーシンリターンズがいる。